# NGC 1792
NGC 1792 is een balkspiraalstelsel in het sterrenbeeld Duif. Het hemelobject werd op 4 oktober 1826 ontdekt door de Schotse astronoom James Dunlop.

## Synoniemen
- ESO 305-6
- MCG -6-12-4
- AM 0503-380
- IRAS05035-3802
- PGC 16709